# Mbwana Samatta
Mbwana Ally Samatta, född 23 december 1992 i Dar es-Salaam, är en tanzanisk fotbollsspelare (anfallare) som spelar för PAOK och Tanzanias landslag.

## Klubbkarriär
Den 17 juli 2023 värvades Samatta av PAOK, där han skrev på ett tvåårskontrakt.